# Identifiant national de santé
Pour les articles homonymes, voir INS.
L'Identité Nationale de Santé (INS), initialement nommée Identifiant National de Santé, est un identifiant attribué à tout bénéficiaire de l'assurance maladie en France. 
L'INS est utilisé par les professionnels de santé pour attribuer des informations de santé à la personne qui en est titulaire.

## Chronologie
Dans les années 1970, Alors que l'informatique se généralise, la sécurité sociale identifie les ayants-droit par le N.I.R (Numéro d'inscription au répertoire). 

En 1983, la CNIL, qui s'oppose à la « tendance à la généralisation de l'emploi du NIR », préconise l'usage d'identifiants spécifiques aux différentes administrations, afin de freiner l'interconnexion des fichiers. Depuis cette date, l'utilisation de ce NIR est étendu. Le 20 février 2007, la CNIL décide de restreindre l’utilisation du numéro de Sécurité Sociale à la sphère sociale et interdit son utilisation en tant qu’identifiant de santé, au motif principal que ce numéro étant signifiant, il permettait d'identifier la personne.

Néanmoins, en 2016, la Ministre de la Santé casse cette doctrine en inscrivant dans la loi du 26 janvier 2016 un article (L1111-8-1) prévoyant son utilisation « comme identifiant de santé des personnes pour leur prise en charge à des fins sanitaires et médico-sociales, dans les conditions prévues à l’article L. 1110-4 ».
Le numéro d'inscription au répertoire national d'identification des personnes physiques (NIR) est ainsi utilisé comme identifiant de santé des personnes en France pour leur prise en charge à des fins sanitaires et médico-sociales, dans les conditions prévues par la loi (article L. 1110-4), depuis 2017.

## Exemple
Un exemple d’INS ou identité nationale de santé, sur 15 digit :

2 77 01 01 154 003 29

Très semblable au NIR (Numéro d’Inscription au Répertoire dit "numéro de sécurité sociale") ou NIE (Numéro d’identification d’étranger, en fait un NIR temporaire).

## Développement
Un référentiel publié en septembre 2018 décrit les conditions et modalités de mise en œuvre de l’obligation de référencement des données de santé avec l’«identifiant national de santé».
Sa mise en œuvre démarre en 2019. Dans l’attente du déploiement de cet identifiant national de santé (INS), un INS-C (INS calculé, à partir du NIR avec l'année de naissance et le prénom de l'assuré) est utilisé depuis 2010.

## Sources externes
- Référentiel Identifiant national de santé (pdf) sur esante.gouv.fr, 00 09 2018 (consulté le 16 août 2019)
- L'Identifiant national de santé sur le site de l'ASIP Santé, l'agence française de la santé numérique